# Пшеходзисько
Пшеходзисько (пол. Przechodzisko) — село в Польщі, у гміні Дрелів Більського повіту Люблінського воєводства. Населення — 183 особи (2011).

## Історія
У часи входження до складу Російської імперії належало до Радинського повіту Сідлецької губернії.
За даними етнографічної експедиції 1869—1870 років під керівництвом Павла Чубинського, у селі проживали лише греко-католики, які розмовляли українською мовою.
У 1975—1998 роках село належало до Білопідляського воєводства.

## Демографія
Демографічна структура станом на 31 березня 2011 року:
|          | Загалом | Допрацездатний вік | Працездатний вік | Постпрацездатний вік |
| -------- | ------- | ------------------ | ---------------- | -------------------- |
| Чоловіки | 92      | 17                 | 59               | 16                   |
| Жінки    | 91      | 22                 | 48               | 21                   |
| Разом    | 183     | 39                 | 107              | 37                   |